# エア・パーク・ダラス空港
エア・パーク・ダラス空港（エア パーク ダラスくうこう、英: Air Park-Dallas Airport (FAA LID: F69)）は、アメリカのテキサス州コリン郡ダラスの中心業務地区の16海里 (30 km)北西に位置する公共用空港。ゼネラル・アビエーションとしてのみ使用されている。エアパーク様式に建設され、近隣の住宅所有者たちは恒久的に滑走路の使用が制限約款により保証されているが、空港施設の所有権や管理権はない。以前はヘブロンの市境内に位置していたが、2008年、キャロルトンに併合された。ただし近隣の住宅地はこの併合に含まれなかった。
この空港は個人の航空機を操縦するため使用を続けたい近隣住民と、航空とは無関係の商業目的の再開発を望む空港所有者との間で何度も議論となっている。

## 施設
エア・パーク・ダラス空港には1本の滑走路がある。:
- 滑走路 16/34: 3,080 by 30フィート (938.8 m × 9.1 m), 表面: アスファルト[3]

## 歴史
1965年、アディソン元市長のミルトン・ノエルと息子のデイヴィッド・ノエルにより個人所有の公共用空港となるエア・パーク・ダラス空港を建設した。区画が売却されて多くの家屋が建てられた。ノエル家は残りの土地をカントリークラブ様式の施設への開発を計画していたが実現しなかった。1983年、ミルトンは空港所有権の半分をヘンリー・ビリングズリーと、ダラス地区の著名な不動産開発者トラメル・クロウの娘ルーシー・クロウ・ビリングズリーに売却した。1990年、ミルトンが亡くなり、息子のデイヴィッドとロバート・ノエルが残り半分の所有権を折半して受け継いだ。
1983年の売却前、ノエル家は土地を含む制限約款を設定し、近隣の変更計画など制限約款に変更が生じる場合は土地所有者の4分の3以上の承認が必要となった。
2000年、エア・パーク・ダラス空港は全米航空輸送協会の「最も必要な空港100選」にリストされ、同年、ヘンリー・ビリングズリーはロバートの所有権を買収し、デイヴィッドとの協力関係を再構築して支配権を増すと共に、デイヴィッドに施設の管理権を与えた。以前は自然に囲まれた田舎町であったが、2001年、大通りを挟んで向かい側の交差点にショッピング・モールのショップス・アット・ウィロウ・ベンドが開業するなど変化していき、近隣の土地価格は急激に上昇した。2004年、ビリングズリーは敷地内の商業施設の状態が良くないことからデイヴィッドに与えていた管理権を打ち切った。デイヴィッドはビリングズリーが協力関係を解消して空港を閉鎖し再開発しようとしていると訴えた。近隣住民からも同様に、恒久的に整備された滑走路の使用が約款により保証されているにもかかわらず、ビリングズリーは空港の整備を怠り住民たちに再開発に無理矢理同意させようとしていると訴えた。また住民たちはビリングズリーは再開発に協力的なキャロルトンと併合しようとしていると語った。ビリングズリーの弁護士はこれらの訴えを否定した。
ビリングズリーは地域の最善の利益を持続させることを目的とした運営組織である都市計画委員会のメンバーとなった。ビリングズリーは彼が地域の最善の利益となっていないと主張する住民たちから異議を申し立てられ、何年にも亘りビリングズリーに同意できない住民たちから複数の訴訟が起こされている。2007年、ビリングズリーはヘブロン市に離脱を請願し、キャロルトン市に併合を要請した。キャロルトン市議会で複数の公聴会が開催された。住民側が勝訴し、ビリングズリーは州裁判所に控訴した。陪審員の調査結果は住民の訴えを支持するものであり、判事は滑走路の閉鎖を違憲とした。ビリングズリーは再び州最高裁判所に控訴したが棄却された。
2007年11月11日に空港の商業地区の北端はヘブロン市から離脱し、2008年2月5日、正式にキャロルトン市に併合された。この併合には近隣住宅は含まれず、コリン郡の未編入地区となっている。プレイノ市の上水を使用しているが、全住宅が浄化槽の下水システムを使用している。警察機関はコリン郡保安官が担当している。学区はプレイノ独立学区である。
2012年3月9日、70歳でデイヴィッドが亡くなった。

## 法的議論

### 住民の滑走路使用権の継続
空港の敷地はキャロルトン市、キャロルトン地所基準委員会、エア・パーク共有地区保存協会のデイル・バーグドーフ、チャド・メイゼル、エイミー・エクランド、クロウ・ビリングズリー・エア・パーク社、エア・パーク・ダラス都市計画委員会、そしてヘンリー・ビリングズリーとデイヴィッド・ノエルが関わる訴訟対象となっている。住民は最低でも幅300フィート、長さ3,000フィートの航空機到着エリアの使用の保証を認めることを訴え、いつでも住民が誘導路から使用でき、航空機到着エリアはエア・パーク協会が操業および管理すると主張した。
ビリングズリーは空港使用目的でなく開発目的で空港を買収したのだが、住民からなるエア・パーク共有地区保存協会は滑走路の保存に成功している。

### 差別の主張
2002年頃、ある住民が道路沿いの郵便受けに行きやすいように前庭の排水溝の上に手すり付き歩道橋を架けようとしていた。彼女は副腎白質ジストロフィーと診断され、進行性の神経疾患により歩行が困難であった。彼女とその夫は自費で歩道橋を設置した。2004年、ヘンリー・ビリングズリーとデイヴィッド・ノエルを含む都市計画委員会の4名が夫妻に歩道橋の除去を要求した。夫妻はこれを拒否し、2006年初頭、委員会は住民の制限約款に反するとして訴訟を起こした。2007年、夫妻はヘンリー・ビリングズリーおよびのちに都市計画委員会に対し、障碍者に対する差別であり公正住宅法に反するとしてアメリカ合衆国住宅都市開発省に訴えた。
2011年1月13日、裁判を経ずに歩道橋を残す、あるいは都市計画委員会と事前協議の上で別のデザインのものに変えることで和解した。

## 事件、事故
- 1974年5月31日、ビーチクラフトの軽飛行機C35ボナンザ登録番号N1985Dが空港に着陸するため旋回しているうちに電力がなくなり農地に墜落して破壊し、パイロットと乗客が大怪我を負った。ボルトの締めが甘くスロットルの連結部分が落下するなど整備不良が原因とされる[10]。
- 1977年7月8日、パイパー・エアクラフトの高翼機PA-22トライ・ペイサー登録番号N3954Pが空港に着陸する際、パイロットが操縦を誤りフェンスの支柱に引っかかり大きな損傷を受けたが学生パイロットと乗員1人に怪我はなかった[11]。
- 1977年8月4日、ホームビルト機のスミス・サイドウィンダー登録番号N11KGが空港に着陸するため最終進入の際ひっくり返り、パイロットと乗員1人が亡くなった。この衝突は対気速度不足が原因とされる[12][13]。
- 1995年7月15日、ビーチクラフトの軽飛行機C35ボナンザ登録番号N1997Dが空港に着陸するため最終進入の際、電力がなくなり空港から北へ0.5 mi (0.8 km) のプレイノの木に衝突して野原に墜落した。機体は大きく損傷し、パイロットは軽傷であったが乗員1人は大怪我を負った。パイロットが補助の機体燃料タンクに切り替えた際、エンジンの電力がなくなり、左主翼タンクを選択したが再びエンジンの電力がなくなった時にタンクを切り替えなかったのである。捜査官はどちらのタンクもほぼ空だったが、右主翼タンクには充分な燃料が残っており、燃料切り替えが正しい位置になっておらず、パイロットの応急措置も失敗したことが原因とされる[14]。
- 2008年2月9日、パイパー・エアクラフトの軽飛行機PA-28-140チェロキー登録番号N4998Lが滑走路を飛び越えるのを避けるため旋回するとインターナショナル・パークウェイ近くの木に衝突し、スライドして停止した。機体は大きく損傷したが、乗員3人に怪我はなかった。着陸中止の判断が遅れたことが原因とされる[15][16][17]。
- 2016年5月1日、ムーニーのM20登録番号N3386Xが着陸時に滑走路34で左に流れ、フェンスに激突し翼が大きく損傷し、パイロットと乗員1人が軽傷を負った。突風の中、着陸中止の際にパイロットが方向制御の操縦を誤りフェンスへの衝突へと繋がったとされる[18]。